# وینیل کلرید
وینیل کلراید یک ارگانوکلراید (ترکیبات آلی کلر) با فرمول H2C=CHCl است که به آن مونومر وینیل کلرید (VCM) یا کلرواتن نیز گفته می‌شود. این ترکیب بی‌رنگ یک ماده شیمیایی مهم صنعتی است که عمدتاً برای تولید پلی وینیل کلرید پلیمر (PVC) استفاده می‌شود. سالانه حدود ۱۳ میلیارد کیلوگرم تولید می‌شود. VCM در میان بیست تا از بزرگ‌ترین صنایع پتروشیمی در تولید جهانی قرار دارد. در حال حاضر ایالات متحده به دلیل موقعیت کم هزینهٔ تولید در مواد اولیه کلر و اتیلن، بزرگ‌ترین منطقه تولید VCM باقی مانده‌است. چین همچنین یک تولیدکننده بزرگ و یکی از بزرگ‌ترین مصرف‌کنندگان VCM است. وینیل کلرید گازی با بوی شیرین است. بسیار سمی، قابل اشتعال و سرطان زا است. هنگامی که ارگانیسم‌های خاک حلال‌های کلر را تجزیه می‌کنند، وینیل کلراید می‌تواند در محیط ایجاد شود. وینیل کلراید که توسط صنایع آزاد می‌شود یا در اثر تجزیه سایر مواد شیمیایی کلر تشکیل می‌شود، می‌تواند وارد هوا و منابع آب آشامیدنی شود. وینیل کلراید یک آلاینده رایج است که در نزدیکی محل‌های دفن زباله یافت می‌شود. در گذشته از VCM به عنوان مبرد استفاده می‌شد.

## موارد استفادهٔ وینیل کلراید
وینیل کلراید یک واسطه شیمیایی است و نه محصول نهایی. به دلیل خطرناک بودن وینیل کلراید برای سلامتی انسان، هیچ محصول نهایی وجود ندارد که از وینیل کلراید به شکل مونومر خود استفاده کند. پلی وینیل کلراید (PVC) بسیار پایدار و قابل نگهداری است و به هیچ وجه به اندازه مونومر وینیل کلرید (VCM) کاملاً سمی نیست.
مایع وینیل کلراید زمانی از راکتورهای پلیمریزاسیون تغذیه می‌شود که از VCM مونومر به PVC پلیمری تبدیل می‌شود. محصول نهایی فرایند پلیمریزاسیون، PVC به صورت پوسته ای یا قرص است. از شکل پوسته یا قرص PVC به شرکتهایی فروخته می‌شود که PVC را گرم و قالب می‌کنند و به محصولات نهایی مانند لوله و بطریهای PVC تبدیل می‌کنند. سالانه چندین میلیون تن PVC در بازار جهانی فروخته می‌شود.
تا سال ۱۹۷۴، از وینیل کلرید در پیشرانه اسپری آئروسل استفاده می‌شد. از وینیل کلراید به مدت کوتاهی به عنوان بی‌حس کننده استنشاق (داروهای بیهوشی استنشاقی ترکیبات شیمیایی هستند که دارای خواص بیهوشی بوده و بیمار با استنشاق آن، بیهوشی می‌شود. این دارو توسط متخصصان بیهوشی، پرستاران بیهوشی یا دستیاران بیهوشی با استفاده از ماسک، ماسک حنجره‌ای یا لوله تراشه که متصل به یک تبخیرکننده اختصاصی برای هر دارو و یک سیستم تحویل بیهوشی است به بیمار داده می‌شود. داروهای بیهوشی استنشاقی مورد استفاده، عبارتند از: ماده تبخیری مانند ایزوفلوران، سووفلوران و دسفلوران و گازهای بیهوشی، همچون اکسید نیتروژن و زنون)، در رگ، مشابه با اتیل کلرید استفاده شد، اگرچه سمیت آن باعث شد این عمل کنار گذاشته شود.
مقادیر کمتری از وینیل کلراید در مبلمان و اثاثه یا لوازم داخلی خودرو، کاغذهای دیواری، لوازم خانگی و قطعات خودرو استفاده می‌شود. در گذشته از وینیل کلراید به عنوان مبرد نیز استفاده می‌شده‌است.

## تولید وینیل کلراید
وینیل کلراید برای اولین بار در سال ۱۸۳۵ توسط یوستوس فون لیبیش و شاگردش آنری ویکتور رگنولت تولید شد. آنها وینیل کلراید را با تیمار ۱٬۲-دی کلرو اتان با محلول هیدروکسید پتاسیم در اتانول بدست آوردند.
در سال ۱۹۱۲، فریتز کلات، شیمی‌دان آلمانی، ابزاری را برای تولید وینیل کلراید از استیلن و کلرید هیدروژن با استفاده از کلرید جیوه به عنوان کاتالیزور به ثبت رساند. این روش طی دهه‌های ۱۹۳۰ و ۱۹۴۰ در غرب بسیار مورد استفاده قرار گرفت. از آن زمان فرآیندهای اقتصادی تر مبتنی بر اتیلن، در ایالات متحده و اروپا جایگزین شده‌است. فناوری مبتنی بر جیوه، روش اصلی تولید در چین است.
تقریباً ۳۱٫۱ میلیون تن در سال ۲۰۰۰ تولید شده‌است. از دو روش استفاده می‌شود، هیدروهالوژن‌دار کردن استیلن و هیدروهالوژن‌زدایی کلرید اتیلن دی کلراید (۱٬۲-دی کلرواتان).
همچنین تلاش‌های زیادی برای تبدیل مستقیم اتان به کلرید وینیل انجام شده‌است.

### موارد دیگر
کاتالیزورهای مبتنی بر طلا و پلاتین به عنوان جایگزین جیوه پیشنهاد شده‌اند. وقتی کلروفلوئوروکربنهای اشباع به کاتالیزور توسط اتیلن کلر تبدیل شود، می‌توان وینیل کلرید را به عنوان یک محصول جانبی در سنتز کلروفلوئورکربنها بدست آورد. سولفوکلره زنی اتان به عنوان راهی برای تولید وینیل کلراید با استفاده از گوگرد به جای اکسیژن پیشنهاد شده‌است.

### تجزیه حرارتی دی کلرواتان
۱٬۲–۲٬۱-دی‌کلرواتان(ClCH 2 CH 2 Cl، همچنین به عنوان دی‌اکسید دی کلرید، EDC نیز شناخته می‌شود)، می‌تواند با هالوژناسیون اتان یا اتیلن، مواد اولیه ارزان قیمت تهیه کند. هنگامی که EDC در فاز گاز تا ۵۰۰ گرم می‌شود (در دمای ۱۵–۳۰ درجه سانتیگراد اتمسفر و فشار ۱٫۵ تا ۳ مگا پاسکال)، تجزیه می‌شود تا وینیل کلراید و HCl بی آب تولید کند. این روش تولید ارزان‌تر از تهیه EDC از استیلن است، به همین دلیل از اواخر دهه ۱۹۵۰ به مسیر اصلی تولید وینیل کلرید تبدیل شده‌است.
ClCH 2 CH 2 Cl → CH 2 = CHCl + HCl
واکنش تجزیهٔ حرارتی بسیار گرمازا است و به‌طور کلی در کوره‌های حرارتی انجام می‌شود. حتی اگر زمان و دمای اتاق با دقت کنترل شود، مقدار قابل توجهی محصولات جانبی هیدروکربن کلر تولید می‌کند. در عمل، بازده برای تبدیل EDC نسبتاً کم است (۵۰ تا ۶۰ درصد). پساب کوره بلافاصله با EDC سرد خاموش می‌شود تا واکنشهای جانبی نامطلوب متوقف شود. سپس مخلوط بخار و مایع حاصل، به سیستم تصفیه می‌رود. بعضی از فرایندها از سیستم جاذب - جاذب برای جداسازی HCl از هیدروکربنهای کلر شده استفاده می‌کنند، در حالی که در سایر فرایندها از تقطیر پیوسته یخچال استفاده می‌شود.

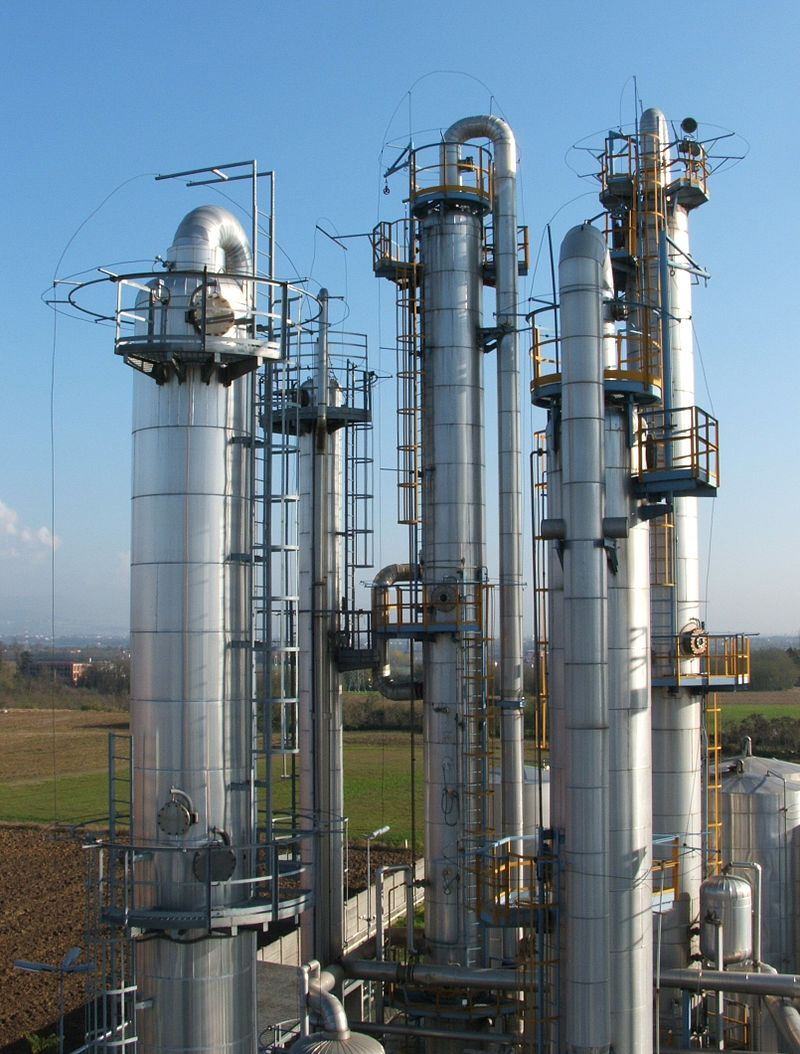
نمونه ای از یک برج تقطیر جداسازی صنعتی

### تولید از استیلن
استیلن با گاز هیدروژن کلرید هیدروژن بی آب بر روی کاتالیزور کلرید جیوه واکنش می‌دهد و وینیل کلرید می‌دهد:
C 2 H 2 + HCl → CH 2 = CHCl
این واکنش گرمازا است. خلوص و بازده محصول به‌طور کلی بسیار زیاد است.
این مسیر صنعتی تولید وینیل کلرید قبل از توزیع گسترده اتیلن معمول بود. هنگامی که تولیدکنندگان وینیل کلرید به استفاده از تجزیهٔ حرارتی EDC که در بالا توضیح داده شد تغییر جهت دادند، از برخی از محصولات فرعی HCl در ترکیب با یک واحد مبتنی بر استیلن استفاده کردند. خطرات ذخیره و حمل و نقل استیلن به این معنی بود که مرکز وینیل کلراید باید بسیار نزدیک به مرکز تولید استیلن واقع شود. چین با توجه به ذخایر زیادی از ذغال سنگ که استیلن از آن تولید می‌شود، هنوز از این روش برای تولید وینیل کلراید استفاده می‌کند.

### تولید از اتان
اتان، به ویژه در سواحل خلیج فارس به راحتی در دسترس است. اتیلن با شکستن اتان از اتان ساخته می‌شود و سپس از اتیلن برای تولید وینیل کلراید استفاده می‌شود. از این رو، برای صرفه جویی در هزینه فرآوری تولید اتیلن، تلاش‌های زیادی برای تبدیل مستقیم اتان به کلرید وینیل انجام شده‌است؛ بنابراین تغذیه مستقیم گیاهان اتان به کلرید وینیل می‌تواند هزینه مواد اولیه را به میزان قابل توجهی کاهش دهد و گیاهان را به ظرفیت ترقه کمتر وابسته کند. تبدیل اتان به وینیل کلرید از طریق مسیرهای مختلف انجام می‌شود:
کلرزنی در دمای بالا:
C 2 H 6 + 2 Cl 2 → C 2 H 3 Cl + 3 HCl
اکسی کلراسیون در دمای بالا:
C 2 H 6 + HCl + O 2 → C 2 H 3 Cl + 2 H 2 O
کلراسیون اکسیداتیو در دمای بالا:
2 C 2 H 6 +3⁄2 O 2 + Cl 2 → 2 C 2 H 3 Cl + 3 H 2 O
یک اشکال عمده در استفاده از اتان، شرایط اجباری مورد نیاز برای استفاده از آن است که می‌تواند ناشی از عدم عملکرد مولکولی آن باشد. بر خلاف اتیلن که به راحتی به کلر اضافه می‌شود، ابتدا باید اتان با واکنش‌های عملکردی که باعث ایجاد واکنش‌های متوالی و زنجیره جانبی می‌شود، جایگزین شود؛ بنابراین، برای دستیابی به حداکثر عملکرد وینیل کلرید، باید واکنش را کنترل کرد. کلرید وینیل به‌طور متوسط 20-50 per در هر بار عملکرد دارد. اتیلن، اتیل کلراید و ۱٬۲-دی کلرواتان به عنوان محصولات فرعی اصلی بدست می‌آیند. با وجود کاتالیزورهای ویژه و در شرایط بهینه شده، تبدیلات اتان بیش از ۹۶٪ از واکنش‌های اکسی کلراسیون گزارش شده‌است. اتیلن تشکیل شده می‌تواند به صورت متداول بازیافت یا اکسی کلره شده و ترک بخورد. بسیاری از این فرآیندهای مبتنی بر اتان در حال توسعه بوده و هستند.

## ذخیره‌سازی و حمل و نقل
وینیل کلراید به صورت مایع ذخیره می‌شود. حد بالای ایمنی پذیرفته شده در حال حاضر به عنوان یک خطر برای سلامتی 500 ppm است. غالباً، ظروف ذخیره‌سازی محصول وینیل کلرید، دارای کره‌های با ظرفیت بالا هستند. کره‌ها یک کره داخلی و یک کره خارجی دارند. چندین اینچ فضای خالی کره داخلی را از کره خارج جدا می‌کند. این ناحیه خالی بین کره‌ها با یک گاز بی اثر مانند نیتروژن پر می‌شود. هنگامی که گاز تصفیه نیتروژن از فضای خالی خارج می‌شود، از آنالیز کننده ای عبور می‌کند که برای تشخیص نشت وینیل کلراید از کره داخلی طراحی شده‌است. اگر وینیل کلرید از کره داخلی شروع به نشت کند یا اگر در خارج از کره آتش‌سوزی تشخیص داده شود، محتوای کره به‌طور خودکار به یک ظرف ذخیره اضطراری زیرزمینی ریخته می‌شود. ظروف مورد استفاده برای کار با وینیل کلراید در دمای جو همیشه تحت فشار هستند. وینیل کلراید مهار شده ممکن است در شرایط جوی طبیعی در مخزن تحت فشار مناسب ذخیره شود. وینیل کلراید بدون مهار ممکن است در یخچال یا در دمای طبیعی جو در غیاب هوا یا نور خورشید ذخیره شود اما فقط برای مدت چند روز. اگر به مدت طولانی‌تر ذخیره شود، باید بررسی منظم وجود پلیمرها انجام شود.
حمل و نقل VCM خطرات مشابه حمل سایر گازهای قابل اشتعال مانند پروپان، بوتان (LPG) یا گاز طبیعی (که همان مقررات ایمنی برای آنها اعمال می‌شود) را تهدید می‌کند. تجهیزات مورد استفاده برای حمل و نقل VCM به‌طور خاص برای مقاومت در برابر ضربه و خوردگی طراحی شده‌اند.

## خطر آتش‌سوزی و انفجار
VCM مایع به دلیل نقطه کم جوشش، پس از آزاد شدن در فشار اتمسفر، تحت تقطیر ناگهانی (تقطیر ناگهانی یا آنی یک نوع روش تقطیر است که طی آن مخلوط مایع با عبور از یک شیر فشار شکن به داخل یک محفظه پاشیده می‌شود. در طی این فرایند، جز فرارتر به صورت بخار درآمده و از بالای برج خارج می‌شود و جز سنگین تر به صورت مایع از پایین برج خارج می‌شود. این فرایند تک مرحله بوده و می‌تواند به صورت پیوسته یا ناپیوسته انجام پذیرد) قرار می‌گیرد. بخشی که بخار می‌شود یک ابر متراکم (بیش از دو برابر سنگین تر از هوای اطراف) تشکیل می‌دهد. خطر انفجار یا آتش‌سوزی بعدی قابل توجه است. طبق OSHA، نقطه اشتعال وینیل کلراید ۷۸ − درجهٔ سانتی گراد است (۸۱۰۸٫۴درجه فارنهایت). آتش ممکن است کلرید هیدروژن سمی (HCl) و مونوکسیدکربن (CO) آزاد کند. VCM به دلیل گرم شدن و تحت تأثیر هوا، نور و تماس با یک کاتالیزور، اکسید کننده‌های قوی و فلزاتی مانند مس و آلومینیوم، با آتش سوزی یا انفجار می‌تواند به سرعت پلیمری شود. VCM به عنوان گاز مخلوط با هوا، دارای خطر آتش سوزی و انفجار است. VCM می‌تواند پراکسیدهایی تشکیل دهد که ممکن است منفجر شوند. VCM در حضور رطوبت، با آهن و فولاد واکنش خواهد داد. وینیل کلرید گازی در دما و فشار اتمسفر طبیعی است که قابل اشتعال است و از آن کلرید هیدروژن ساطع می‌شود.

## اثرات سلامتی
وینیل کلرید کاربرد عمده خود را در تولید PVC پیدا می‌کند. PVC فرار است، بنابراین قرار گرفتن در معرض این ماده ابتدا از طریق استنشاق در مقابل غذا یا آب است که بیشترین خطرات را دارد. قبل از سال ۱۹۷۴، کارگران معمولاً در معرض 1000ppm وینیل کلرید قرار داشتند و باعث «بیماری وینیل کلرید» مانند آکروستئو استولیز و پدیده رینود می‌شدند (سندرم رینود (به انگلیسی: Raynaud's disease) (به نامِ مُریس رِنو، پزشک فرانسوی) در دانش پزشکی به کاهش چشمگیر جریان خون در رگ‌های دست یا پا و به یکی از علت‌های سرمای شدید یا احساسات آنی و بنابراین در اثر فعالیت شدید سیستم سمپاتیک، ممکن است اتفاق افتد. پدیده رینو یک اختلال دستگاه گردش خون است که به‌عنوان عارضه‌ای از سایر بیماری‌ها بروز می‌کند. هر دو اختلال مذکور شریان‌های کوچک دست و پا را درگیر ساخته و در هر دو جنس دیده می‌شوند ولی در خانم‌های سنین ۴۰–۲۰ سال شایعترند).
علائم قرار گرفتن در معرض وینیل کلرید با توجه به میزان ppm در هوای محیط با ۴۰۰۰ ppm به عنوان اثر آستانه ای، طبقه‌بندی می‌شوند. شدت علائم حاد از (1000-8000 ppm)، از جمله سرگیجه، حالت تهوع، اختلالات بینایی، سردرد و آتاکسی تا مزمن (بالاتر از 12000 ppm) متفاوت است، از جمله اثر مخدر، آریتمی‌های قلبی و نارسایی کشنده تنفسی. RADS

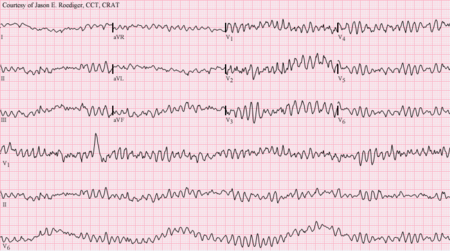
کاردیوگرافی از قلب دارای آریتمی فیبریلاسیون بطنی

وینیل کلراید یک جهش است که دارای اثرات کلاستوژنیک (شکست‌زا (به انگلیسی: Clastogen) در ژنتیک به ماده‌ای گفته می‌شود که در فام‌تن‌ها شکستگی پدیدمی‌آورد که این شکست می‌تواند باعث پاک شدن، افزوده شدن یا بازآرایی در بخشهای گوناگون فام‌تن‌ها بشود. این پدیده گونه‌ای از جهش‌زایی‌ست که می‌تواند به چنگارزایی بینجامد) است و بر ساختار کروموزومی لنفوسیت‌ها (لنفوسیت‌ها نوعی از گلبول‌های سفید خون هستند که در دستگاه ایمنی مهره داران نقش دارند. براساس ظاهر، آن‌ها را به دو دسته تقسیم می‌کنند: لنفوسیت‌های بزرگ و گرانولار و لنفوسیت‌های کوچک. اکثر لنفوسیت‌های بزرگ همان سلول‌های NK هستند. لنفوسیت‌های کوچک از سلول‌های T و سلول‌های B تشکیل گردیده‌اند. بدن یک فرد طبیعی هزار میلیارد سلول لنفوئیدی دارد، و بافت لنفوئیدی تشکیل دهنده حدود ۲درصد از وزن بدن است) تأثیر می‌گذارد.
وینیل کلراید یک ماده سرطان زای انسانی در گروه ۱ است که باعث افزایش خطر آنژیوسارکوم نادر، تومورهای مغزی و ریوی و تومورهای بدخیم لنفاوی هماتوپوئیتی می‌شود. قرار گرفتن در معرض مزمن منجر به اشکال متداول نارسایی تنفسی (آمفیزم، فیبروز ریوی) و سمیت کبدی متمرکز (هپاتومگالی، سیروز یا تشمع کبدی) می‌شود. قرار گرفتن در معرض مداوم می‌تواند باعث افسردگی CNS از جمله سرخوشی و گمراهی شود. کاهش میل جنسی مرد، سقط خود به خودی و نقص مادرزادی از عمده‌ترین نقایص تولیدمثلی مرتبط با وینیل کلراید است.
وینیل کلراید می‌تواند اثرات حاد پوستی و چشمی داشته باشد. برخی از این اثرات در ارتباط با پوست عبارتند از: ضخیم شدن پوست، کاهش کشش پوست، یخ زدگی موضعی، تاول زدن و تحریک. از بین رفتن کامل کشش پوست خود را در پدیده رینود بیان می‌کند.
ایالات متحده OSHA قرار گرفتن کارگران را در معرض وینیل کلرید بیش از 1 ppm به مدت هشت ساعت یا 5 ppm به مدت ۱۵ دقیقه محدود می‌کند. ایالات متحده EPA و FDA وینیل کلراید را در آب آشامیدنی به 0.002 ppm محدود می‌کنند.

### سمیت کبدی
سمیت کبدی وینیل کلرید مدتهاست که از دهه ۱۹۳۰ که صنعت PVC در مراحل اولیه بود، به وجود آمده‌است. در اولین مطالعه در مورد خطرات وینیل کلراید، که توسط پتی در سال ۱۹۳۰ منتشر شد، مشخص شد که قرار گرفتن در معرض حیوانات آزمایش شده فقط با یک دوز بالای کوتاه مدت وینیل کلرید باعث آسیب کبدی می‌شود. در سال ۱۹۴۹، یک نشریه روسی این یافته را کشف کرد که وینیل کلراید باعث آسیب کبدی در بین کارگران می‌شود. در سال ۱۹۵۴، گودریچ اظهار داشت که وینیل کلراید در اثر تماس کوتاه مدت باعث آسیب کبدی می‌شود. تقریباً هیچ چیزی در مورد تأثیرات طولانی مدت آن شناخته نشده بود. آنها همچنین مطالعات طولانی مدت سم‌شناسی روی حیوانات را توصیه کردند. این مطالعه نشان داد که اگر یک ماده شیمیایی هزینه آزمایش را توجیه می‌کند و اثرات سوء آن بر روی کارگران و مردم مشخص است، نباید این ماده شیمیایی ساخته شود.
در سال ۱۹۶۳، تحقیقاتی که بخشی از آن توسط Allied انجام شد، نشان داد که آسیب کبدی در حیوانات آزمایش شده، از قرار گرفتن در معرض500 ppm کمتر است. همچنین در سال ۱۹۶۳، یک محقق رومانی یافته‌های بیماری کبد را در کارگران وینیل کلراید منتشر کرد. در سال ۱۹۶۸، موچلر و کرامر، گزارش دادند که قرار گرفتن در معرض 300 ppm باعث آسیب کبدی در کارگران وینیل کلراید می‌شود. در یک سخنرانی در سال ۱۹۶۹ که در ژاپن ارائه شد، یک محقق اروپایی که برای صنعت وینیل کلرید در اروپا کار می‌کند، اظهار داشت، "هر مونومر مورد استفاده در تولید VC خطرناک است و تغییرات مختلفی در استخوان و کبد پیدا شد.

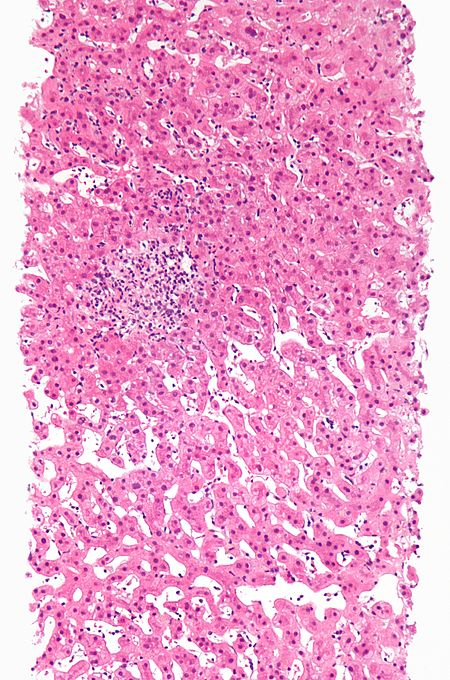
هپاتیت ناشی از دارو با گرانولوماتا

### تومورهای سرطانی
در سال ۱۹۷۰، ویولا گزارش داد که حیوانات آزمایشی که در معرض 30000 ppm وینیل کلراید قرار دارند، تومورهای سرطانی ایجاد می‌کنند. ویولا تحقیقات خود را در جستجوی علت صدمات کبدی و استخوانی در کارگران وینیل کلراید آغاز کرد. یافته‌های ویولا در سال ۱۹۷۰ برای گودریچ (گودریچ شرکت هوافضای آمریکایی است، که در تولید انواع تایر، لاستیک، تجهیزات الکترونیکی، قطعات هواگرد و فناوری هوافضا فعالیت می‌نماید) و صنعت «پرچم سرخی» بود. در سال ۱۹۷۲، مالتونی، یکی دیگر از محققان ایتالیایی صنعت وینیل کلرید در اروپا، تومورهای کبدی (از جمله آنژیوسارکوم) را در اثر مواجهه با وینیل کلرید به میزان 250 ppm به مدت چهار ساعت در روز یافت.
در اواخر دهه ۱۹۶۰ سرطان‌هایی که همه این مطالعات هشدار می‌دادند سرانجام در کارگران نمایان شدند. جان کریچ از گودریچ آنژیوسارکوم (یک سرطان بسیار نادر) را در کبد کارگر کارخانه گودریچ در لوئیزویل ، کنتاکی کشف کرد. سپس، سرانجام، در ۲۳ ژانویه ۱۹۷۴، گودریچ به دولت اطلاع داد و با انتشار بیانیه مطبوعاتی اظهار داشت که "در حال بررسی است که آیا مرگ سرطان سه کارمند در عملیات پلی وینیل کلراید در کارخانه آن در لوئیزویل، مربوط به اهداف شغلی است؟ "
در سال ۱۹۹۷، مراکز کنترل و پیشگیری از بیماریهای ایالات متحده (CDC) تصمیم به توسعه و پذیرش فرایند پلیمریزاسیون با حلقه بسته توسط صنایع pvc در اواخر دهه ۱۹۷۰ گرفتند که «تقریباً به طور کامل مواجهه کارگران را از بین می‌برد» و «موارد جدید آنژیوسارکوم کبدی در کارگران پلیمریزاسیون کلرید عملاً حذف شد».
Houston Chronicle در سال ۱۹۹۸ ادعا کرد که صنعت وینیل برای جلوگیری از مسئولیت مواجهه با کارگران، مطالعات وینیل کلراید را دستکاری کرد و نشت مواد شیمیایی گسترده و شدید را در جوامع محلی پنهان کرد.

### آلودگی محیط
طبق آژانس حفاظت از محیط زیست ایالات متحده (EPA)، "انتشار وینیل کلرید از پلی وینیل کلراید (PVC)، اتیلن دی کلراید (EDC) و گیاهان مونومر وینیل کلرید (VCM) باعث ایجاد یا کمک به آلودگی هوا می‌شود. در افزایش مرگ و میر یا افزایش بیماری برگشت‌ناپذیر جدی، یا ناتوان کننده. وینیل کلرید یک ماده سرطان زای شناخته شده برای انسان است که باعث ایجاد سرطان نادر کبد می‌شود.

### فاجعه ریلی اوهایو
در پی خروج قطاری حامل وینیل کلراید از ریل، در ایالت اوهایو، وینیل کلراید زیادی این منطقه را آلوده کرده‌است و انتشار این ماده سرطان زا جان مردم منطقه را به خطر انداخته‌است به دنبال این حادثه در رودها و نهرهای اطراف این منطقه هزاران ماهی مرده پیدا شده‌است و بعضی از ساکنان دچار سردرد و مشکلات چشمی شده‌اند.